# Live at the Witch Trials
Live at the Witch Trials — дебютный студийный альбом британской рок-группы The Fall, записанный в студии Camden Sound Suite и выпущенный лейблом Step Forward 16 марта 1979 года.

## История создания
Альбом (вопреки заголовку) не был концертным. 15 декабря The Fall прибыли в лондонскую студию Camden Sound Suite, за один день записали здесь весь материал, а на следующий день альбом был смикширован продюсером Бобом Сарджентом. Студия была забронирована на пять дней, но (как вспоминал Брама) три из них пришлось пропустить из-за «психосоматического расстройства голосовых связок» у Смита. В заголовке дебютного альбома отразилось самоощущение музыкантов; они (и Смит — в первую очередь) чувствовали себя, как на средневековом судилище, жестоко третируемые — прежде всего на юге страны:
…Из этого <конфликта> и вышел Witch Trials. Потому что меня всегда атаковали на сцене за то, что я — не панк. Те самые детишки, которые полгода назад сами были хеви-метал фэнами, нападали на меня за длинные волосы. И происходило это в основном на Юге. Сейчас мы здесь нравимся. Но тогда нас ненавидели: все любили Chelsea, Generation X и тому подобный отстой.Марк Э. Смит. New Musical Express, 1983
Синглов из альбома выпущено не было (этому принципу The Fall оставались верны вплоть до конца 1980-х годов). Часть песен была написана предыдущим составом: в числе авторов значатся Тони Фрил (англ. Tony Friel) и Уна Бейнс. Вскоре после выхода альбома Бёрнс ушёл из группы, за ним последовал гитарист Мартин Брама.
Смит считал первый альбом едва ли не юмористическим, но признавал, что когда пластинка вышла, попала в общую «альбомную среду», юмор в нём «словно бы растворился». «Witch Trials… это было плохое для меня время: в группе царила демократия, продюсировал Боб Сарджент: я рад, что альбом не взлетел, иначе это означало бы для нас немедленный конец», — признавал Смит.
В США альбом вышел также в 1979 году в другом оформлении. Трек «Industrial Estate» был заменен здесь на «Various Times», b-сайд второго сингла группы, «It’s The New Thing».

## Отзывы критики
| Оценки критиков               | Оценки критиков |
| Источник                      | Оценка          |
| ----------------------------- | --------------- |
| 1001 Albums You Must Hear…    | без оценки      |
| AllMusic                      | [ 4 ]           |
| Robert Christgau              | (B+)            |
| Drowned in Sound              | 9/10            |
| Encyclopedia of Popular Music | [ 7 ]           |
| Melody Maker                  | без оценки      |
| Pitchfork                     | [ 9 ]           |
| Record Mirror                 | [ 10 ]          |
| Smash Hits                    | 7/10            |
| Stylus Magazine               | без оценки      |
| The Rolling Stone Album Guide | [ 13 ]          |
| Tiny Mix Tapes                | без оценки      |

Дон Уотсон в New Musical Express (октябрь 1983), отметив первый трек «Frightened» как, возможно, «сильнейшую песню о спиде, когда-либо написанную», назвал дебютный альбом группы «трэш-классикой в своей потрясающей одноцветности». Он же, анализируя подоплёку релиза, писал: 

The Fall пришли как… враги культуры, чтобы всё подвергнуть сомнению, разрушить установившиеся ценности и заменить их… ничем. The Fall, хоть и называвшиеся «альтернативной» группой, в действительности, не очень-то рвались предлагать ту самую альтернативу, которой от них вроде бы ждали. За их иконоборчеством скрывался напуганный вакуум; ничего, за что можно было бы зацепиться… Они нарушили равновесие, но — с самого момента вторжения, слушателю предлагалось самому находить путь наружу.Оригинальный текст (англ.)They were these enemies of culture who sought to question everything, to destroy established values and replace them with well, nothing. The Fall, although pinned as an alternative band, always fell shy of actually offering the alternative that was claimed for them. Behind their iconoclasm there was a frightened vacuum; nothing to latch on to and no readily assimilated images. They disturbed the equilibrium and, from the point of disruption, it was up to the listener to find his own way out.— Дон Уотсон, NME, 1983
Продюсер пластинки Боб Сарджент (как отмечал позже Trouser Press) «не сделал ничего, чтобы как-то смягчить хорошо организованный диссонанс», мотивированный одновременно — «панк-прямолинейностью и поэтическими претензиями»; тем не менее, альбом получил хорошую прессу (в частности, 5/5 от Record Mirror) и был высоко оценен специалистами в ретроспективе.
Обозреватель NME Грэм Локк отметил прежде всего «великолепный драмминг Карла Бернса, удерживающий группу в едином ключе»; лучшими вещами он назвал «Frightened», «Rebellious Jukebox» и «Two Steps Back» («серьёзная, захватывающая музыка, наполненная необычными штрихами и базовой мощью»), к числу разочарований отнёс «Music Scene» («затянутая и негативистская»), «Mother-Sister» («слишком загадочная»), «Industrial Estate» (её критик вообще счёл пародией).
Рецензент Record Mirror, отмечая, что за кажущимися «сыростью» звука и некомпетентностью инструменталиста скрывается уникальная способность создавать «стилизованную, электрифицирующую, волнующую» музыку, признавал: «голос Марка Смита — страдающий, болезненный, озлобленный, иногда с юмористическими нотками, — адресован цинику; он слишком… ядовит, чтобы можно было верить ему до конца». И всё же «их видение, спокойное упорство и нигилистические взгляды… важны существенно»: это «группа, от которой невозможно просто так отмахнуться», — подытоживал свою рецензию Крис Вествуд.

## Список композиций
- «Frightened» (Mark E. Smith, Tony Friel) — 5:02
- «Crap Rap 2» / «Like to Blow» (Martin Bramah, Smith) — 2:04
- «Rebellious Jukebox» (Smith, Bramah) — 2:51
- «No Xmas for John Quays» (Smith) — 4:38
- «Mother-Sister!» (Smith, Una Baines) — 3:20
- «Industrial Estate» (Friel, Bramah, Smith) — 2:00
- «Underground Medecin» (Bramah, Smith) — 2:08
- «Two Steps Back» (Bramah, Smith) — 5:03
- «Live at the Witch Trials» (Smith) — 0:51
- «Futures and Pasts» (Bramah, Smith) — 2:36
- «Music Scene» (Bramah, Yvonne Pawlett, Smith, Marc Riley) — 8:00

### Комментарии к песням
- Music Scene. — Голос, выкрикивавший: «Шесть минут! Шесть сорок!» принадлежал водителю группы, сыну британского актёра, который играл Лена Фэрклофа в сериале Coronation Street[17].

## Участники записи
- Марк Эдвард Смит — вокал, гитара («Live at the Witch Trials»), звуковые эффекты («Music Scene»).
- Мартин Брама — гитара, бэк-вокал
- Марк Райли — бас-гитара
- Карл Бёрнс — ударные
- Ивонн Паулетт — клавишные